# Hannah Montana: The Movie
Hannah Montana: The Movie är en amerikansk familje- och dramakomedifilm som är baserad på Disney Channel-serien Hannah Montana. Inspelningen av filmen startades i april 2008. Filmen spelades in i Columbia, i Tennessee och i Los Angeles. Filmen hade premiär 10 april 2009 i USA.

## Handling
Filmen handlar om tonårsflickan Miley Stewart som har en hemlighet; hon är Hannah Montana, en känd popstjärna. När Miley praktiskt taget förstör sin bästa väns Lillys födelsedagsfest, och också glömmer bort sin mormor Rubys födelsedag, så tycker hennes pappa att hon borde ta en paus från kändislivet, eftersom det håller på att överta helt. När Miley är på väg i sitt privatflygplan hon trodde skulle gå till New York, så märker hon att hennes pappa istället tagit henne hem till Tennessee. Miley är till en början mycket negativ till detta och vill tillbaka till kändisskapet, men efter en tid i sin hemstad så börjar hon förstå att det faktiskt är mycket viktigt med ett privatliv också. En kille vid namn Travis börjar fatta tycke för Miley, och det leder till oanade konsekvenser.

## Rollista
- Miley Cyrus – Miley Stewart/Hannah Montana
- Emily Osment – Lilly Truscott/Lola Luftnagle
- Margo Martindale – Mormor Ruby
- Jason Earles – Jackson Stewart
- Billy Ray Cyrus – Robby Ray Stewart
- Peter Gunn – Oswald Granger
- Melora Hardin – Lorelai
- Mitchel Musso – Oliver Oken
- Lucas Till – Travis Brody
- Barry Bostwick – Mr. Bradley
- Moises Arias – Rico Suave
- Vanessa L. Williams – Vita
- Jared Carter – Kusin Derrick
- Jane Carr – Lucinda
- Adam Gregory – Drew
- Beau Billingslea – Crowley Corners' borgmästare
- Katrina Smith – Borgmästarens fru
- Valorie Hubbard – Biljettförsäljare
- Ashton Gosnell – Volleybollspelare
- John Will Clay – Volleybollkapten
- Rachel Woods – Phoebe Granger
- Natalia Dyer – Clarissa Granger

### Cameo
- Steve Rushton – Sig själv
- Taylor Swift[1] – Tjejen som sjunger i baren
- Marcel[2]
- Rascal Flatts[2] – Sig själva
- Bucky Covington[2]
- William Gentner[3]
- Tyra Banks – Sig själv

## Musik
- Hannah Montana: The Movie (soundtrack)